# 코너 맥데이비드
코너 맥데이비드(영어: Connor McDavid, 1997년 1월 13일~)는 캐나다의 아이스하키 선수로 포지션은 센터이다. 현재 내셔널 하키 리그(NHL)의 에드먼턴 오일러스에서 주장으로 뛰고 있다.